# Володимирський собор у м. Київ (набір монет)
«Набір із двох пам'ятних монет „Володимирський собор у м. Київ“» — набір пам'ятних срібних монет номіналом 10 гривень, присвячених Володимирському собору в м. Києві, введених Національним банком України 27 грудня 2023 року.
Монети належать до серії «Пам'ятки архітектури України» (відео презентації монет).

## Опис та характеристики монети
| Номінал грн. | Метал            | Маса, грам                | Якість виготовлення       | Тираж, штук |
| ------------ | ---------------- | ------------------------- | ------------------------- | ----------- |
| 10           | срібло 925 проби | 31,1 кожна і 62.2 загалом | спеціальний анциркулейтед | 2 500       |

### Аверс
На аверсі монет із набору розміщено: угорі — напис «УКРАЇНА», малий Державний Герб України; унизу — номінал монет «10» та графічний знак гривні, рік карбування «2023». У центрі монет розміщено фрагменти центральних воріт собору, на яких зображено княгиню Ольгу та князя Володимира, ліворуч і праворуч від них з використанням тамподруку зображено серафими, чиї зображення розміщені на центральному куполі собору.

### Реверс
На реверсі першої монети зображено у центрі — Володимирський собор, а на другій монеті у центрі — образ Богородиці з немовлям над іконостасом з використанням лазерного матування. Обабіч центральних фігур на монетах зображено фрагменти розпису колон і арок собору з використанням локальної позолоти. Унизу на першій монеті розміщено написи: «ВОЛОДИМИРСЬКИЙ СОБОР» «1862–1882».

## Автори
- Художник: Таран Володимир, Харук Олександр, Харук Сергій;
- Скульптор: Демяненко Анатолій, Чайковський Роман.[1]

## Вартість монети
Фактична приблизна вартість монети, з роками змінювалася так:
| Рік        | 2024   | 2025   |
| ---------- | ------ | ------ |
| Ціна, грн. | 20 300 | 22 400 |